# La Chapelle du Lou du Lac
La Chapelle du Lou du Lac ist eine französische Gemeinde mit 1.037 Einwohnern (Stand 1. Januar 2022) im Département Ille-et-Vilaine in der Region Bretagne. Sie gehört zum Kanton Montauban-de-Bretagne im Arrondissement Rennes und entstand mit Wirkung vom 1. Januar 2016 als Commune nouvelle durch die Fusion der bisherigen Gemeinden La Chapelle-du-Lou und Le Lou-du-Lac.

## Geographie
Das Siedlungsgebiet befindet sich durchschnittlich auf 110 Metern über Meereshöhe.

### Nachbargemeinden
Umgeben ist La Chapelle du Lou du Lac von den Nachbargemeinden Landujan, Irodouër, Bédée und Montauban-de-Bretagne.

### Gliederung
| Ortsteil                             | ehemaliger INSEE-Code | Fläche (km²) | Einwohnerzahl zum 1. Januar 2018 |
| ------------------------------------ | --------------------- | ------------ | -------------------------------- |
| La Chapelle-du-Lou (Verwaltungssitz) | 35060                 | 7,28         | 908                              |
| Le Lou-du-Lac                        | 35158                 | 3,18         | 097                              |

## Sehenswürdigkeiten

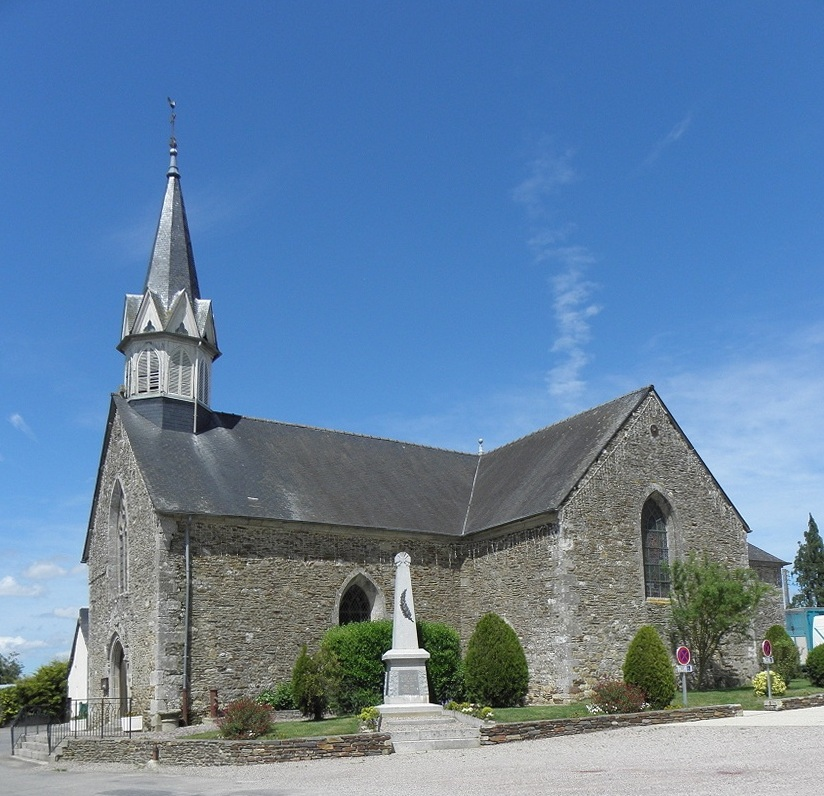
Kirche Sainte-Catherine

- Kirche Sainte-Catherine in La Chapelle-du-Lou
- Kirche Saint-Loup in Le Lou-du-Lac